# Peder Aagesen
Peder Aagesen (auch: Peter Haagensen, Petrus Haggaeus; * 1546 in Kopenhagen; † 16. September 1591 ebenda) war ein dänischer Philologe.

## Leben
Der Sohn des Kaufmanns Knud Haage und dessen Frau Dorthe wurde in Kopenhagen ein Schüler von Dr. Niels Hemmingsens (1513–1600). Auf den Rat von Peder Oxe hin begab er sich ins Ausland, um dort seine Studien zu absolvieren. Am 2. Mai 1569 immatrikulierte er sich an der Universität Wittenberg, wo er sich am 8. März 1571 den akademischen Grad eines Magisters erwarb. 1572 war er nach Kopenhagen zurückgekehrt, wurde 1573 außerordentlicher Professor für lateinische Poesie am Pädagogium in Kopenhagen und erwarb am 29. Juni 1574 unter Hemmingsen das Bakkalaurat der Theologie.
Nachdem er zu Ehren der Taufe des Prinzen Christian 1577 ein Theaterstück mit seinen Studenten aufgeführt hatte, übernahm er 1580 die Professur der griechischen Sprache und 1584 die Professur der Dialektik. Zudem beteiligte er sich 1588 an der Revision der Bibel und war Dekan der philosophischen Fakultät der Alma Mater. Er hatte sich am 4. August 1588 mit Karine, der Tochter des Historikers M. Hans Svaning (1503–1584), verheiratet. Aus dieser Ehe sind keine Kinder nachgewiesen.

## Werke
- Themata, ad quæ honesti et bonae spei iuuenes septendecim, primo in philosophia gradu ornandi. Kopenhagen 1581
- Theses de sermone, ornamento hominis nobilissimo et praestantissimo actionum administro. Kopenhagen 1582
- Theses dialectics. Kopenhagen 1585
- De causa discrepantiæ et fundamento conformitalis inter dialectiaes, deque dialecticae definitione et partilione, quædam ad disp. proposita d. vil, MaiJ. Resp. Nicol. Svaningio. Kopenhagen 1589
- Ad Tumulum sereniss. Regis Fredcrici II. Kopenhagen 1588